# Lepidopsetta
Genre
Lepidopsetta est un genre de poissons plats de la famille des Pleuronectidae.

## Liste d'espèces
Selon NCBI (4 sept. 2011) :
- Lepidopsetta bilineata
- Lepidopsetta mochigarei
- Lepidopsetta polyxystra

Selon World Register of Marine Species (4 sept. 2011) et ITIS (4 sept. 2011) :
- Lepidopsetta bilineata (Ayres, 1855)
- Lepidopsetta mochigarei Snyder, 1911
- Lepidopsetta polyxystra Orr & Matarese, 2000